# Негоцин
Негоцин (пол. Niegocin), Вайтек-зее или Левентин-зее, Левентинское озеро — озеро в Польше, на территории Варминьско-Мазурского воеводства, до 1945 года на территории Восточной Пруссии.

## История
Водоём входит в состав Мазурских озёр, одно из самых больших озёр Мазурии.
Спирдингское, Лёвентинское и Мауэрское озёра соединены Мазурийскими каналами, Эльбинг-Оберландским каналом, длиной 176 километров и Мазурским водным путём длиной 86,4 километра.
Площадь водного зеркала — 26,04 км², но может колебаться в зависимости от сезона. Расположено на высоте 116 метров над уровнем моря. Наибольшая глубина 39,7 метра. Береговая линия хорошо развита и имеет длину около 35 километров.
На Прусских Мазурских озёрах была построена вдоль берегов озёр Негоцин (Вайтек-зее (или Левентин-зее)) и Кисайно (Ягоднер-зее) крепость Бойен, недалеко от окружного города Лётцена, носящая имя прусского военного министра, служила защитой от России в XIX веке.